# هاري فان دير كامب
هاري فان دير كامب (بالهولندية: Harry van der Kamp)‏ هو مغني ومغني أوبرا وموسيقي هولندي، ولد في 1947 في كامبن في هولندا.

## وصلات خارجية
- هاري فان دير كامب على موقع ميوزك برينز (الإنجليزية)
- هاري فان دير كامب على موقع أول ميوزيك (الإنجليزية)
- هاري فان دير كامب على موقع ديسكوغز (الإنجليزية)